# Taeniodera cervina
Taeniodera cervina är en skalbaggsart som beskrevs av Wallace 1867. Taeniodera cervina ingår i släktet Taeniodera och familjen Cetoniidae. Utöver nominatformen finns också underarten T. c. corticalis.